# Willem van Kooten
Willem van Kooten (né le 7 janvier 1941 à Hilversum et décédé le 3 janvier 2025 à Faro) est un homme d'affaires et DJ de radio néerlandais sous le nom de Joost den Draaijer.

## Biographie
À l'âge de 19 ans, Van Kooten rejoint la station de radio offshore Radio Veronica en 1960 en tant qu'auteur de jingles et de publicités. Plus tard, il est devenu DJ et directeur des programmes. Il utilise le pseudonyme Joost den Draaijer, qui était un jeu de mots sur le fait de jouer des disques (draaien signifie « jouer » en néerlandais ; littéralement, son pseudonyme signifie « Joost le joueur »). En 1964, il lance le Veronica's Top 40, le premier classement hebdomadaire de musique pop aux Pays-Bas, qui devient rapidement l'émission la plus écoutée de Veronica. Le classement s'inspire de plusieurs exemples américains, y compris une version imprimée du Top 40 que les auditeurs pouvaient se procurer gratuitement chez leur disquaire local.
À la fin des années 1960, Van Kooten crée une société d'édition musicale. La branche enregistrement de cette société s'appelle Red Bullet (terme désignant un disque à rotation rapide dans le Top 40). Il signe un certain nombre de groupes néerlandais qu'il commence à promouvoir à l'étranger. L'un d'entre eux est Shocking Blue, dont le titre Venus devient le premier numéro un néerlandais dans les charts américains.
En 1970, il quitte Radio Veronica pour le radiodiffuseur public néerlandais NOS, pour lequel il travaille jusqu'en 1978. Il devient ensuite investisseur dans des entreprises de médias et sur le marché international de l'immobilier.
Le 2 janvier 2025, le Top 40, dont il était le maître d'œuvre, fête son anniversaire. Un jour plus tard, Willem, décède, à l'âge de 84 ans.